# مقياس مجهري

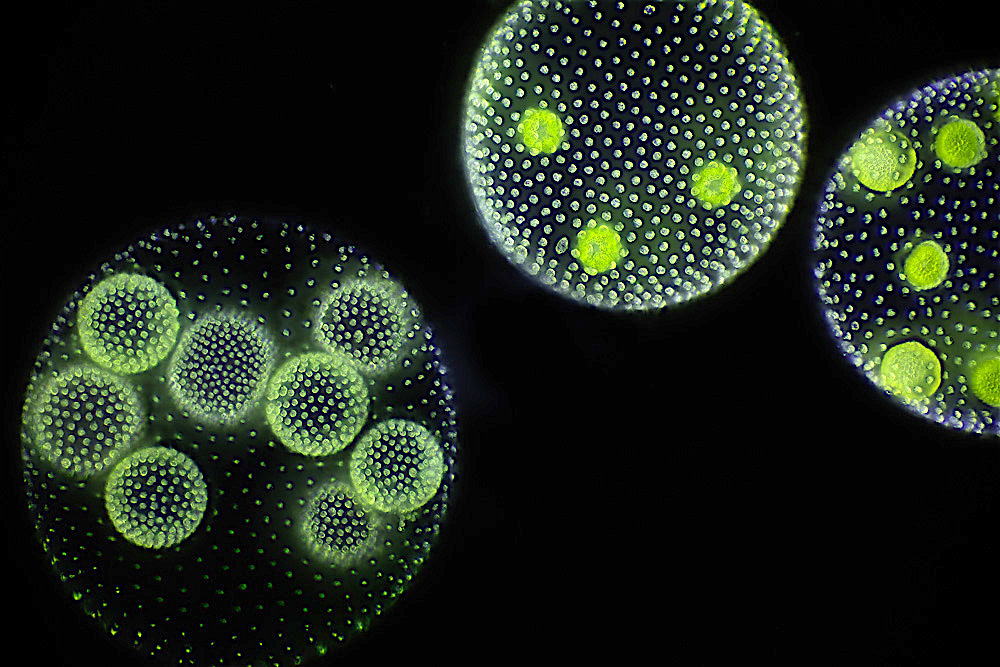

المقياس المجهرى (باليونانية النظرة الصغيرة ) هو مقياس للأجسام والأشياء الصغيرة التي لا ترى بسهولة بالعين المجردة، وتتطلب عدسة أو مجهر لرؤيتهم بشكل واضح .
في الفيزياء , المقياس المجهرى يعتبر أحيانا المقياس بين العيانية والنظام الكمى .

## التاريخ
يشمل المقياس المجهرى فئات من الأشياء الصغيرة جدا والشائعة، ولكن بعض الأعضاء يرونها كبيرة بما فيه الكفاية لتلاحظ بواسطة العين . بعض المجموعات تشمل متفرعات القرون , العوالق والطحالب الخضراء التي تعتبر طحالب مياه عذبة يمكن ملاحظتها بسهولة، والأوليات التي يمكن ملاحظتها بسهولة وبدون مساعدة .
يتشابه المقياس دون المجهرى في احتوائه على الأشياء الصغيرة جدا والتي لاترى بالعين المجردة ولا حتى بالمجهر الضوئي .
تستخدم الوحدات المجهرية والمقاييس لتصنيف ووصف الأشياء الصغيرة جدا.وأحد وحدات قياس الطول المجهرى هو الميكرومتر (μm) حيث يكافئ مليون من المتر الواحد .